# Акйылдыз, Бурак
Бурак Акйылдыз (тур. Burak Akyıldız; 3 января 1985, Измир) — турецкий футболист, защитник.

## Карьера

### Карьера в Турции
Бурак воспитанник футбольной академии клуба «Гёзтепе», в которой начал тренироваться с 8 лет. В 2006 году Акйылдыз заключает контракт с «Денизлиспором», но, не сыграв ни одного матча, отправляется в аренду в «Биледжикспор» в поисках игровой практики.
В новой команде Бурак сразу становится игроком основы и сезон 2006/07 проводит практически без замен.
Несмотря на уверенную игру за «Биледжикспор», следующий сезон Акйылдыз вновь начинает в аренде. В начале 2008 года он окончательно возвращается в «Денизлиспор» и защищает его цвета на протяжении ещё 3 сезонов.
В 2011 году Бурак переходит в «Акхисар Беледиеспор», но из-за сложностей, связанных с адаптацией в новом клубе, вновь возвращается в «Денизлиспор». Третий приход в стан «петухов», получается неудачным, у Акйылдыза начинается конфликт с президентом клуба, и по окончании сезона 2011/12 он покидает клуб.

### «Кайрат»
Зимой 2012 года Бурак подписывает контракт с казахстанским клубом «Кайрат». Акйылдыз очень быстро адаптируется в новом клубе, по праву занимая место основного защитника, но по окончании сезона он вынужден покинуть клуб и вернуться в Турцию из-за болезни родителей.

### «Адана Демирспор»
15 июля 2012 года Бурак подписывает контракт с «Адана Демирспор» из Аданы. 25 августа того же года в матче против «Болуспора» Акйылдыз дебютирует в новой команде.